# 琉球科律
琉球科律（りゅうきゅうかりつ）は、1786年に第二尚氏王統琉球王国で初めて制定された成文法（刑法典）。

## 概要
それまでの琉球王国では、慣習と先例により裁判が行われ、判決に公平を欠くきらいがあった。尚穆王の時代に摂政や三司官が合議の末に刑法典の整備を進言してこれが認められ、1775年に伊江朝慶・幸地良篤の2名が科律編集奉行に任ぜられて編纂にあたり、1786年に琉球科律が成立した。
内容は18巻103条にわたり、清の大清律をもとに、日本の刑法や琉球の慣習法を組み入れたものであった。1831年にはこれを補うものとして新集科律も制定され、1860年には琉球科律・新集科律の要点を抜粋した『法条』が制定され、犯罪未然防止のため民衆に読み聞かせた。